# 荒川車庫前停留場
荒川車庫前停留場（日语：／ Arakawa-shakomae teiryūjo */?）是一個位於東京都荒川區西尾久，屬於荒川線的停留場。名稱來自都電荒川線的荒川車庫前方。此站是荒川區最西端也是最北端的車站。

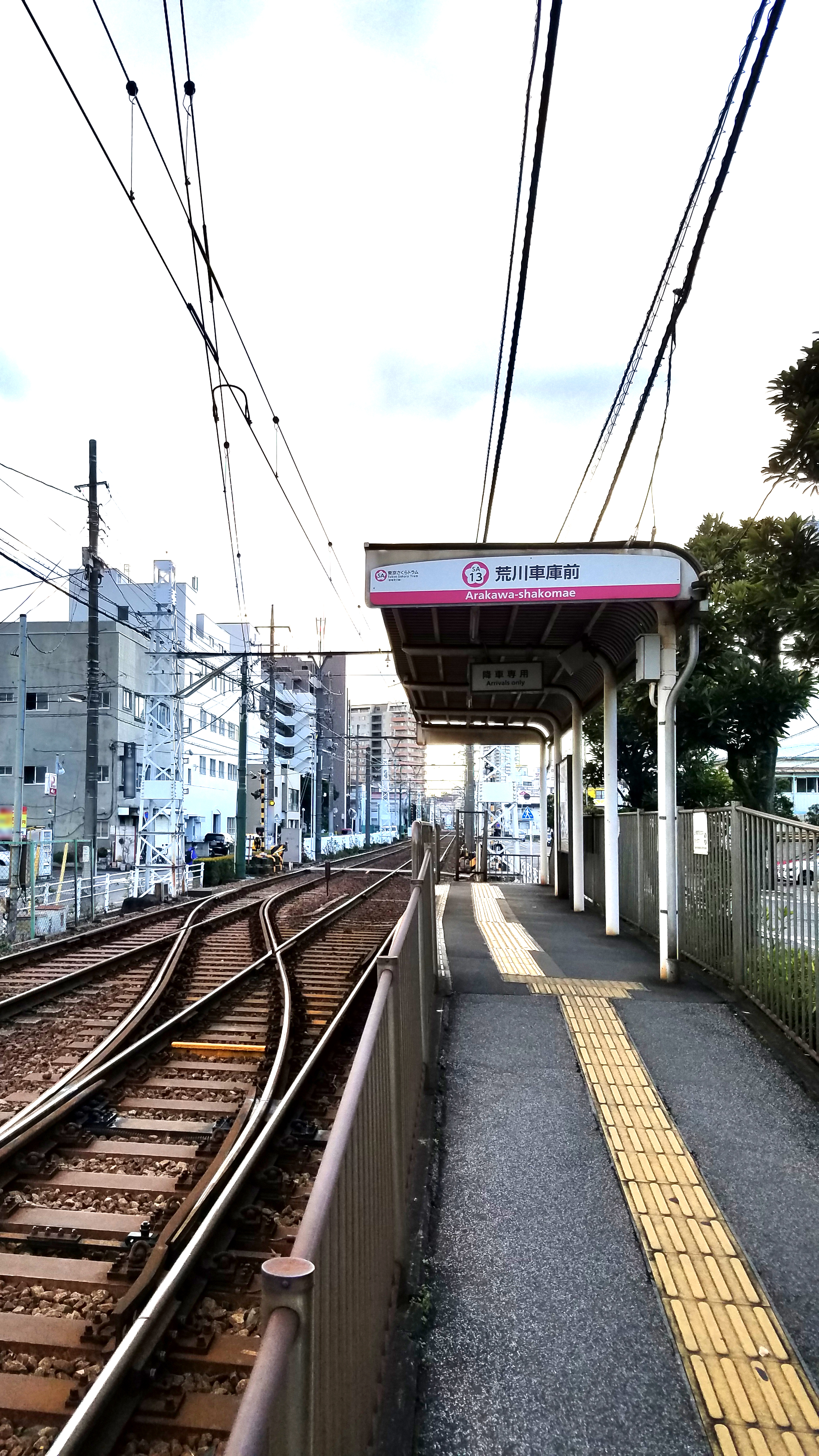
三輪橋方向專用出口（2021年2月）

## 歷史
- 1913年4月1日：作為船方車庫前停留場開業。都營後改為現停留場名。

## 停留場構造
對向式月台3面2線的地面車站。
荒川車庫前站的車站結構較特別，下行電車會停靠兩個月台，先停靠較靠近梶原的月台卸客，然後通過入庫線的道岔到達較靠近荒川遊園地的月台上客。
| 月台                        | 路線                   | 方向 | 目的地                           |
| --------------------------- | ---------------------- | ---- | -------------------------------- |
| 南側                        | 都電荒川線（東京櫻電） | 上行 | 王子站前、大塚站前、早稻田方向   |
| 北側 （近梶原電停）         | 都電荒川線（東京櫻電） | 下行 | 早稻田、王子站前方向開的下車專用 |
| 北側 （近荒川遊園地前電停） | 都電荒川線（東京櫻電） | 下行 | 町屋站前、三之輪橋方向           |

## 相鄰停留場
東京都交通局
 都電荒川線（東京櫻電）
梶原（SA 14）－荒川車庫前（SA 13）－荒川遊園地前（SA 12）

## 外部連結
- 荒川車庫前停留場 （页面存档备份，存于） - 東京都交通局